# 工藤伸一
工藤 伸一（くどう しんいち、1971年9月4日 - ）は、日本のCMディレクター、映像監督、演出家、プランナー、プロデューサー。

## 来歴・人物
1971年、長野県佐久市生まれ。コマーシャル、ミュージックビデオ、ドラマなどで監督を務める。2017年、ザ・ブルーハーツ30周年を記念して制作されたオムニバス映画「ブルーハーツが聴こえる」で、永瀬正敏主演「ジョウネツノバラ」で劇場映画初監督。。この映画制作を企画から参加した経験から、その後、様々な映像コンテンツのプロデュースに携わるようになった。清水崇監督、西村喜廣監督を抜擢した360°VRホラー作品「おうちに行こう」は、コロナ禍で上映場所が限られるなか、国内だけでなく台湾、オーストラリア、ラスベガスなど世界で公開された。2022年、松任谷由実50周年を機にユーミンのデジタルヒューマン化に携わる。一般社団法人日本ドローンショー協会顧問。

## 監督作品

### CM
- ATEAM「ダービーインパクト」
- アデランス「定額増毛」（出演：遠藤憲一）
- Alpen「kissmark」（出演：GACKT）
- 天藤製薬「ボラギノール」
- ARROW「屋台の女」（出演：チェ・ジウ）
- レディースアートネイチャー「ふわりなでしこララ」（出演：風吹ジュン）
- オートバックス「カーナビゲーション」（出演：ユースケ・サンタマリア）
- ホーユー
  - 「Bigenヘアカラー」（出演：菊池桃子）
  - 「Beauteen hair color」（出演：ベッキー）
- BOAT RACE「DYNAMITE BORTRACE」（出演：渡辺直美・すみれ）
- Bonne Maman「フルーツジャム」
- ブルボン
  - 「フレンチバタークッキー」（出演：新妻聖子）
  - 「アーモンドラッシュ」（出演：Hey!Say!JUMP）
  - 「フルじぇら」（出演：Hey!Say!JUMP）
  - 「じゃがチョコ」（出演：Hey!Say!JUMP）
  - 「エクセレント」シリーズ（出演：桐谷美玲・高杉真宙）
- チョーヤ梅酒「ウメッシュ」（出演：宮崎あおい）
- DELL
  - 「Dimension」
  - 「Inspiron」
- DHC
  - 「プロティンダイエット」（出演：友近・月亭方正・山崎静代）
  - 「アスタキサンチン」シリーズ（出演：叶美香）
  - 「P-up」（出演：石川亜沙美）
  - 「濃密うるみ」シリーズ（出演：相武紗季）
- Dr. DEVIAS「プラチナローション」（松田聖子・檀れい）
- CLASH OF QUEENS「QUEEN」（出演：浜崎あゆみ）
- フジッコ「カスピ海ヨーグルト」
- 月桂冠「糖質ゼロ」
- GUNZE「グンゼYG」（出演：西島秀俊）
- HARUYAMA「はるやまフレッシャーズ」（出演：乃木坂46・伊藤健太郎・DISH//・アバンギャルディ）
- ハウスウェルネスフーズ「C1000」（出演：嵐）
- i-myu「デジャビュ」シリーズ
- 伊藤園「TEAs’ TEA」シリーズ（出演：野崎萌香）
- JINRO「サンキストレモネードサワー」
- 花王
  - 「Essential」（出演：竹内結子・佐々木希）
  - 「success」シリーズ
  - 「セグレタ」シリーズ（出演：早見優・瀬戸朝香）
  - 「リセッシュ」シリーズ（出演：ヨンア・平岡祐太）
  - 「リーゼヘアカラー」
  - 「エモリカ」シリーズ（出演：木村佳乃）
  - 「ソフィーナ レイシャス」（出演：矢田亜希子）
  - 「ヘルシア」シリーズ（出演：神保悟志・パトリック・ハーラン・瀬戸朝香）
  - 「バブ」シリーズ（出演：浅尾美和）
  - 「グレイスソフィーナ」（出演：黒木瞳）
  - 「ハミング」シリーズ（出演：笛木優子）
  - 「ピュオーラ」シリーズ（出演：真矢みき・内田有紀・田中麗奈）
  - 「ロリエ」シリーズ
  - 「ハイター」シリーズ
  - 「ラビナスヘアカラー」（出演：伴都美子）
  - 「オーブ」（出演：内田有紀）
  - 「ビオレ」（出演：中山エミリ）
  - 「アジエンス」
  - 「アタック」シリーズ
  - 「ソフィーナ ベリーベリー」（出演：菅野美穂）
  - 「ソフィーナ ホワイトニング」（出演：天海祐希）
  - 「ソフィーナ バイタルリッチ」（出演：高島礼子）
  - 「ブローネヘアカラー」（出演：賀来千香子）
- カスペルスキー「kaspersky」（出演：前田敦子）
- KDDI「au」（出演：藤井フミヤ）
- 京阪電車「プレミアムカー」
- キスミーフェルム「パウダーファンデーション」（出演：賀来千香子）
- コーワ「Q&Pコーワαドリンク」（出演：米倉涼子・斎藤工）
- LION
  - 「BAN」（出演：LIZA）
- ロッテ
  - 「CRUM」（出演：仁科仁美）
  - 「トルコ風アイス」
- 丸大食品「ハム・ソーセージ」（出演：安藤美姫）
- MITSUBISHI「三菱電機カーナビゲーション」
- N’s STREET「ECサイト」（出演：鈴木亜美）
- ニッポンレンタカー「ニッポンレンタカー」（出演：鈴木ちなみ）
- NTT DoCoMo
  - 「MUSIC PORTER X」
  - 「ムーヴバンド」
- オハヨー「フルーツヨーグルト」
- olay「アクアローション」シリーズ
- Panasonic「HC40」
- ファイザー製薬「Visine」（出演：ヨンア）
- プロミス「ブランドcm」（出演：AAA）
- ライスフォース「ライスフォースローション」（出演：草刈民代）
- ロート製薬「V ROHTO プレミアム」
- 参天製薬「サンテFXネオ」（出演：玉山鉄二）
- サッポロビール「フルーツスパークリング」（出演：オセロ）
- sato musen「サトー無線ブランド企業cm」
- SEGA「ぷよぷよ」シリーズ（出演：AAA・川栄李奈・古坂大魔王）
- シオノギ「シナール」（出演：加藤あい）
- 銀座ステファニー「プラセンタ100」（出演：浅野ゆう子）
- 大正製薬「RAIZIN」（出演：亀梨和也）
- TOSHIBA「W41T」（出演：大塚愛）
- 東亞合成「アロンアルファ」
- Triumph「Vvish360°」（出演：仁科仁美）
- ユニチャーム「Center-in」（出演：ローラ）
- VIVAYOU「企業cm」
- ウォンツ「企業cm」
- YAMAHA「オートモービル」
- ヤマサ醤油「昆布つゆ」（出演：杉本彩）
- アドヴァングループ「愛とドキドキのイチヴァンを」（出演：藤木直人）
- SCO GROUP「企業cm」（出演：北野武）クリエイティブディレクター

### ミュージックビデオ
- AAA
  - 「BLOOD on FIRE」
  - 「I$M」
  - 「Break Down」
  - 「Summer Revolution」
  - 「Friday Party」
- day after tomorrow
  - 「My Faith」
  - 「Stay in my heart」
  - 「futurity」
- DMBQ　「Ohh!Baby」
- Do As Infinity
  - 「Desire」
  - 「遠くまで」
  - 「冒険者たち」
  - 「陽のあたる坂道」
  - 「We are.」
  - 「ブランコ」
- dream
  - 「SINCERELY 〜ever dream〜」
  - 「SATY 〜now I’m here〜」
  - 「Get Over」
  - 「Our Time」
- Every Little Thing
  - 「fragile」
  - 「Graceful World」
- 浜崎貴司「HIBIKI」
- 羽多野渉
  - 「Hikari」
  - 「はじまりの日に」
- 平野綾「Neophilia」
- JURIAN BEAT CRISIS「逢いたいよ..love you」
- KOKIA「The Power of Smile」
- 栗林みな実
  - 「fantastic arrow」
  - 「Precious Memories」
- m.o.v.e
  - 「FUTURE BREEZE」
  - 「DISCO TIME」
  - 「i WAKE YOUR LOVE !」
- May’n × 椎名慶治　「COSMIC MIND」
- 中村中「私の中の「いい女」」
- NMB48「下手を打つ」
- 大塚愛「桃ノ花ビラ」
- QUORUM「QUORUM」[7]
- Re:Japan　「bittersweet samba」
- SCRIPT「inspiration」
- 清水愛「螺旋のプロローグ」
- sifow「LOVE & PEACE」
- 鈴木亜美「AROUND THE WORLD」
- つじあやの「Calling」
- つるの剛士
  - 「for you..」
  - 「パパ」
- 植村花菜「メッセージ」
- 松任谷由実「Call me back / 松任谷由実with 荒井由実」
- FLYING KIDS 「BUZZER BEATER feat. トータス松本」クリエイティブディレクター

### 映画・ドラマ
- 映画「ブルーハーツが聴こえる」（ジョウネツノバラ監督・主演/脚本：永瀬正敏）
- 映画「昴 〜スバル〜」　（ダンスバトルシーン監督）
- ドラマ「熱血硬派くにおくん」（11話12話監督）
- ドラマ「さくらいろ」（パンテーンシンデレラプロジェクト　主演：夏帆）
- NTT西日本 コミュニケーション大賞フォトムービー（カメラ：永瀬正敏・音楽：松任谷正隆）
  - 「れんにん座」（主演：泉谷しげる）
  - 「初恋」（主演：多部未華子）
  - 「渡せなかったカメラ」（主演：樹木希林）
  - 「花嫁の電話」（主演：永作博美）
- WEBドラマ「居酒屋駱駝・らくだのうた」（監督/脚本）

### LIVE
- 浜崎あゆみ「第一幕/第二幕」
- ブリトニー・スピアーズ（JAPAN  SHOWCASE）
- さんピンCAMP（日比谷野外音楽堂）
- 松任谷由実「深海の街ツアー」（デジタルヒューマン演出）[8]
- 松任谷由実「50th Anniversary コンサートツアー The Journey」（ドローンパート演出）

### ドローンショー
- 横浜開港祭　Thanks to the Port [9]
- NIGHT GOLF [10]
- ひたち大宮夏まつり　大宮祇園祭[11]
- ISUZU SUMMER FESTA -FUJISAWA-　2024[12]
- ISUZU SUMMER FESTA -FUJISAWA-　 2025
- 第118回長野えびす講煙火大会[13]
- 新佐久市誕生２０周年記念式典[14]
- 新佐久市誕生２０周年記念　佐久バルーンフェスティバル2025[15]
- 松江水郷祭湖上花火大会2025　かまいたちプロデュース[16]

## 企画・プロデュース作品
- 360°VRホラー「Go Home おうちに行こう」監督 清水崇・西村喜廣（企画・プロデュース[17]）
- NHK 夜ドラ「ユーミン　ストーリーズ」（企画/シリーズ協力）[18]

## ショー・イベント
- Marunouchi Bright Christmas 2022 （プロジェクションマッピング演出）[19]
- モンテディオ山形　Pay Light FESTIVAL 2024 （ハラミちゃん ステージ演出）[20]
- サンリオピューロランド「びょんわぁ～beyond words～」（作・総合演出）[21]